# Гудридж (тауншип, Миннесота)
Гудридж (англ. Goodridge) — тауншип в округе Пеннингтон, Миннесота, США. На 2000 год его население составило 54 человека.

## География
По данным Бюро переписи населения США площадь тауншипа составляет 69,4 км², из которых 69,4 км² занимает суша, водоёмов нет.

## Демография
По данным переписи населения 2000 года здесь находились 54 человека, 23 домохозяйства и 16 семей. Плотность населения —  0,8 чел./км². На территории тауншипа расположено 27 построек со средней плотностью 0,4 построек на один квадратный километр. Расовый состав населения: 96,30 % белых, 1,85 % — других рас США и 1,85 % приходится на две или более других рас. Испанцы или латиноамериканцы любой расы составляли 3,70 % от популяции тауншипа.
Из 23 домохозяйств в 34,8 % воспитывались дети до 18 лет, в 56,5 % проживали супружеские пары, в 13,0 % проживали незамужние женщины и в 26,1 % домохозяйств проживали несемейные люди. 21,7 % домохозяйств состояли из одного человека, при том 13,0 % из — одиноких пожилых людей старше 65 лет. Средний размер домохозяйства — 2,35, а семьи — 2,59 человека.
22,2 % населения — младше 18 лет, 3,7 % — в возрасте от 18 до 24 лет, 25,9 % — от 25 до 44, 29,6 % — от 45 до 64, и 18,5 % — старше 65 лет. Средний возраст — 44 года. На каждые 100 женщин приходилось 134,8 мужчин. На каждые 100 женщин старше 18 приходилось 121,1 мужчин.
Средний годовой доход домохозяйства составлял 21 875 долларов, а средний годовой доход семьи —  21 250 долларов. Средний доход мужчин —  8750  долларов, в то время как у женщин — 12 083. Доход на душу населения составил 13 643 доллара. За чертой бедности находились 42,9 % семей и 45,1 % всего населения тауншипа, из которых 63,6 % младше 18 и 37,5 % старше 65 лет.